# Stenogastrinae
Die Stenogastrinae sind eine Unterfamilie der Faltenwespen (Vespidae). Die etwa 70 beschriebenen Arten in sieben Gattungen leben im tropischen Ostasien.

## Merkmale

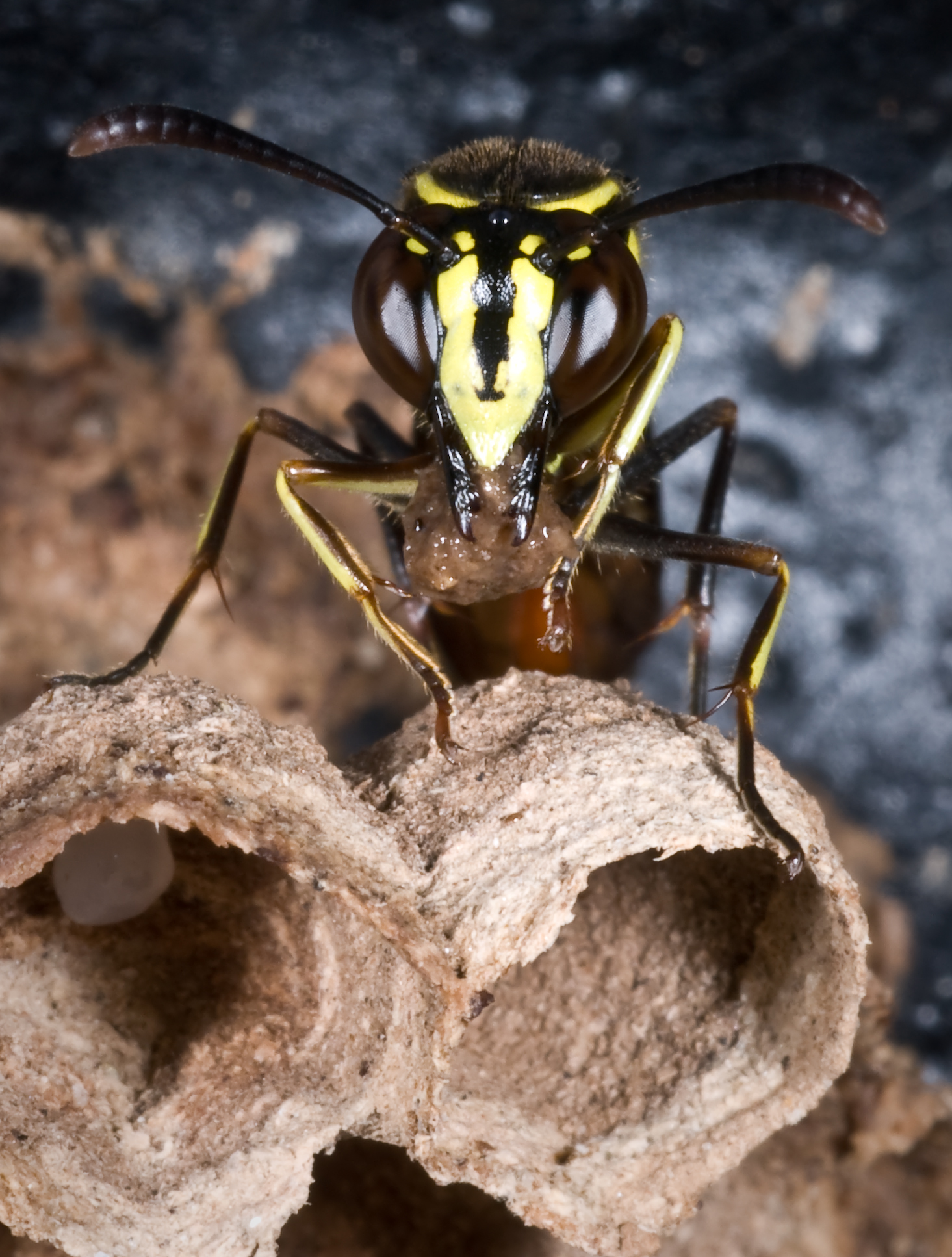
Eustenogaster calyptodoma, Kopf von vorn

Stenogastrinae sind relativ kleine Vespidae, sie erreichen eine Körperlänge von etwa 1 bis ca. 2 Zentimeter. Im Gelände fallen sie durch einen charakteristischen Schwirrflug auf (deshalb englisch hover wasps genannt). Sie sind dunkelbraun bis schwarz gefärbt, mit einer gelben Zeichnung unterschiedlicher Ausdehnung, wobei Männchen und Weibchen bei den meisten Arten nur schwer unterscheidbar sind. Die Stenogastrinae sind schlank gebaut mit verhältnismäßig kurzen Beinen und einem schlanken und auffallend langem Petiolus. Die Vertreter der Unterfamilie unterscheiden sich von anderen Vespiden an der Kombination folgender Merkmale: Die Flügelschüppchen (Tegulae) sind vom Pronotallobus (einem lappenförmigen Fortsatz am Hinterrand des Pronotum) weit getrennt (immer weiter als der Durchmesser des Lobus). Am Kopf ist der Clypeus meist vorn zugespitzt, gelegentlich abgerundet. Dadurch, und durch die langen Mandibeln, wirkt der Kopf bei Ansicht von vorn dreieckig. Ruhende Tiere fallen außerdem dadurch auf, dass die Vorderflügel nicht, wie eigentlich typisch für die Faltenwespen, längs gefaltet werden.

## Biologie und Lebensweise
Alle Arten der Stenogastrinae sind, soweit bekannt, soziale Insekten mit eusozialem Sozialverhalten; das heißt gemeinsamer Nahrungsbeschaffung, kooperativer Brutpflege und Zusammenleben von Tieren mehrerer Generationen. Sie bauen, wie typisch für die Verwandtschaft, Nester aus einer papierartigen Substanz aus zerkauten Holzfasern, alternativ aber auch anderen zerkauten Pflanzenfasern oder Lehm. Die Völker der Stenogastrinae bleiben relativ klein, selbst bei den volkstärksten Arten der Gattung Liostenogaster bestehen sie aus weniger als 40 Individuen in Nestern mit maximal ungefähr 100 Brutzellen.
Einzigartig für die Gattung ist eine milchigweiße, gelatinöse Substanz, die von den Dufourschen Drüsen (am Hinterleibende) abgeschieden wird, und die verschiedenen Zwecken dient. Mit ihrer Hilfe wird das Ei in der Brutzelle festgekittet. Später benutzen die Larven sie als Anker und Aufenthaltsort, auf die die Adulti dann feste und flüssige Nahrung für die Larve deponieren. Dazu wird entweder ein Tropfen proteinreiche Flüssigkeit hervorgewürgt oder es wird zerkaute Insektenbeute abgeliefert. Diese Nahrung kann dann auch an andere Larven verteilt werden, sie bildet einen Nahrungsvorrat für die Kolonie. Zusätzlich wird das klebrige Sekret der Dufourschen Drüsen am Nestrand deponiert, um Ameisen abzuhalten.
Die Entwicklungsdauer von der Eiablage über die verschiedenen Larvenstadien bis zum Schlupf der Adulti aus der Puppenhülle beträgt bei den untersuchten Arten von 44 bis zu ca. 100 Tagen. Die Kolonien beginnen meist schon in einem frühen Stadium mit der Produktion von Geschlechtstieren, oft wird das erste Männchen schon in Nestern mit nur fünf Zellen erbrütet. Nicht selten ersetzt ein junges Weibchen später die nestgründende Königin, so dass Einzelkolonien möglicherweise lange Zeit bestehen bleiben. Bei den Stenogastrinae gibt es keine scharfe Trennung zwischen Arbeiterinnen und Königinnen. Weibchen beginnen meist als Arbeiterinnen, ältere Weibchen entwickeln dann aber Ovarien und können mit der Eiablage beginnen. Weibchen älter als etwa 20 bis 50 Tage erreichen normalerweise immer die Geschlechtsreife und werden von männlichen Tieren begattet. Sie können danach noch längere Zeit in ihrer Mutterkolonie verbleiben, die dadurch oft zahlreiche eierlegende Weibchen umfasst. Bei einigen Arten sind Dominanzhierarchien nachgewiesen, bei der dominante Weibchen die untergeordneten am Eierlegen hindern, so dass diese funktionelle Arbeiterinnen bleiben oder zumindest weniger Eier legen als sie. Das Verhalten der Weibchen ist, den Umweltbedingungen gemäß, extrem plastisch: sie können in der Geburtskolonie verbleiben, sich einer fremden Kolonie anschließen (oder versuchen, diese durch Töten der Königin zu übernehmen) oder ausfliegen und eine eigene Koloniegründung versuchen, so etwa beobachtet bei der gut untersuchten Listenogaster flavolineata. Oft sind zur gleichen Zeit nur wenige (ein bis zwei) Weibchen außerhalb des Nests aktiv, die die gesamte Kolonie mit Nahrung versorgen.
Nester der Stenogastrinae werden gewöhnlich von einem einzelnen Weibchen unabhängig gegründet (Haplometrose). Bei einigen Arten wurde Pleometrose beobachtet, in dem zwei Weibchen gemeinsam mit dem Nestbau beginnen.

### Nester

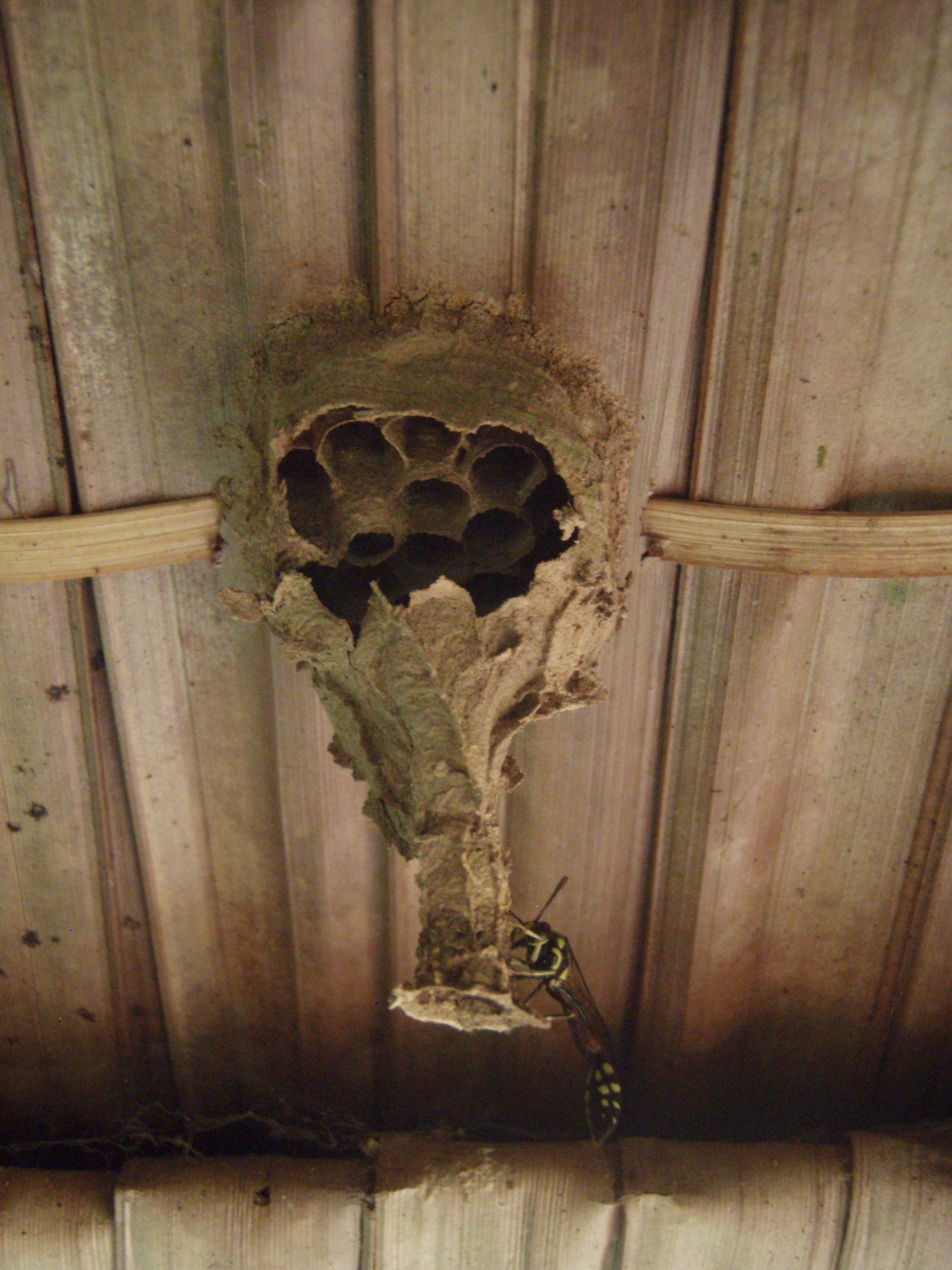
Nest von Eustenogaster calyptodoma mit geöffneter Nesthülle

Stenogastrinae nisten bevorzugt an dunklen, feuchten Orten mit konstant hoher Luftfeuchte, meist an geschützten Orten wie überhängenden Klippen oder Uferbänken, auch menschengemachten Strukturen wie Brücken oder Wasserleitungen. Einige Arten nisten aber auch an exponierteren Orten wie Ästen von Bäumen. Oft befinden sich zahlreiche Nester an günstigen Orten kolonie-artig in unmittelbarer Nähe zueinander.
Die Nester bei den Stenogastrinae-Arten sind in ihrer Form variabel. Sie sind immer direkt dem Nestsubstrat angeheftet und besitzen niemals einen Stiel (wie bei den Polistinae). Alte Nester werden oft, teilweise umgebaut, beim Bau neuer Nester wiederverwendet. Sie bestehen in der Regel aus nebeneinander angeordneten Zellen auf einer flachen Oberfläche oder einem linearen Element wie einem Halm oder einer Liane. Einige Arten bauen Lehmnester, andere verwenden, wie eigentlich typisch für die Verwandtschaft, Holz- oder Pflanzenfasern. Es kommen alle Formen zwischen regellos oder linear aneinandergebauten Zellen über ringförmige Waben bis zu flachen Wabentellern vor. Bei Eustenogaster werden die birnenförmigen Nester von einer geschlossenen Hülle umgeben. Bei Metischnogaster wird eine glockenförmige offene Hülle angelegt, die die Brutzellen vor Regen schützt.
Stenogastrinae haben nur wenige natürliche Feinde. Wenn ihre Nester angegriffen werden, so sind die Angreifer meist andere staatenbildende Insekten wie Ameisen oder Hornissen, gegen die sich die Kolonie mit vereinten Kräften zur Wehr setzt.

## Verbreitung
Stenogastrinae leben ausschließlich im tropischen Ostasien, in Regenwäldern von Südindien und Sri Lanka im Westen bis Neuguinea im Osten.

## Phylogenie und Systematik
Über die Position der Stenogastrinae im System besteht noch keine Einigkeit. Morphologische Merkmale sprechen für eine gemeinsame Verwandtschaftsgruppe aus Stenogastrinae, Polistinae und Vespinae, was es wahrscheinlich machen würde, dass die eusoziale Lebensweise innerhalb der Vespidae nur einmal entstanden sein würde. Genetische Daten widersprechen dieser Position allerdings; demnach wäre die eusoziale Lebensweise wohl zweimal konvergent entstanden. Eine aktuelle Analyse ergab eine basale Position innerhalb der Vespidae, mit allen anderen Unterfamilien gemeinsam als Schwestergruppe.
Die Unterfamilie umfasst die folgenden Gattungen:
- Anischnogaster Van der Vecht, 1972. Endemiten Neuguineas.
- Cochlischnogaster Dong und Otsuka, 1997. (syn. Chalogaster Carpenter und Starr, 2000). China, Thailand, Vietnam.
- Eustenogaster Van der Vecht, 1969
- Liostenogaster Van der Vecht, 1969
- Metischnogaster Van der Vecht, 1977
- Parischnogaster von Schulthess, 1914 (syn. Holischnogaster Van der Vecht, 1977)
- Stenogaster Guérin-Méneville, 1831. Endemiten Neuguineas.

Artenzahlen anzugeben ist kaum möglich, da zahlreiche unbeschriebene Arten bekannt sind und noch regelmäßig neue Arten beschrieben werden.